# Tucupita
Tucupita è una città del Venezuela, capitale dello Stato di Delta Amacuro.